# 台面

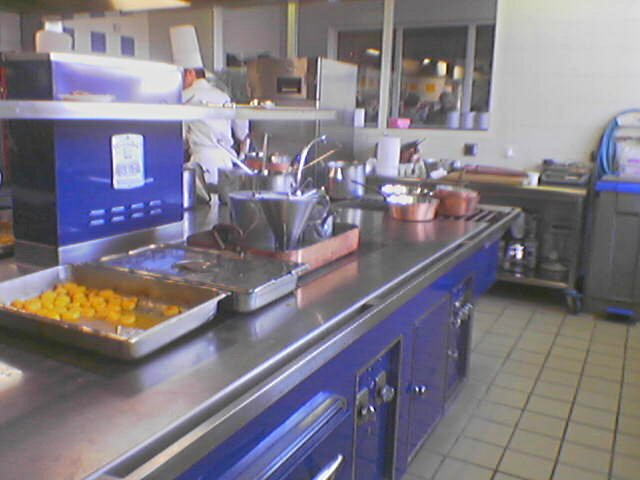
一个不锈钢台面

台面指台子坚实、平坦、水平的表面。台面常見於廚房、浴室以及一些盥洗室。檯面經常安裝在櫥櫃上並由櫥櫃支撐。其高度應符合人因工程学，适合使用者完成工作或其他任务。台面可以由各种材料构成。最常见和耐用的材料是酚醛树脂，因为它们重量轻、强度高、耐化学腐蚀和防潮。它可承受高达350 华氏度 (176 °C)溫度。实验室用的台面可能由塑料层压板、不鏽鋼甚至木材製成。 